# Обсада на Отранто
Обсадата на Отранто е военна кампания на Османската империя срещу Неаполитанското кралство в Апулия в периода 1480 – 1481 година.

## Ход на военните действия
На 28 юли 1480 година османска флота от 128 кораба, от които 28 галери, стоварва десант във владенията на Неаполитанското кралство, в района на Апулия. По това време кралската флота помага на рицарите от Малтийския орден на остров Родос срещу османската обсада.
След 15 дневна обсада на крепостта Отранто, тя пада на 11 август 1480 година. На 12 август са обезглавени свещениците на местната катедрала заедно с 800 християни от областта. Други християни са отведени като роби в Албания.
Папа Сикст IV обявява кръстоносен поход срещу турците предвид непосредствената заплаха за Рим. На призива откликват Кралство Франция, Кралство Унгария и италианските държави без Венецианската република, тъй като има мирен договор с османците. През 1481 година християнската войска на Апенините се предвожда от неаполитанския крал Алфонсо II Неаполитански. На 1 май 1481 година Отранто е отново поставен под обсада. На 3 май умира османският султан Мехмед Завоевателя, което се отразява на боеспособността и духа на османците. Това събитие слага началото на мирни преговори между страните, завършили с оттеглянето на османската армия към Албания през септември.